# Порламар
Порлама́р (исп. Porlamar) — крупнейший город штата Нуэва-Эспарта в Венесуэле, расположен в юго-восточной части острова Маргарита, на берегу Карибского моря. 
Основан в 1536 году, менее чем через 40 лет после того, как здесь побывал Христофор Колумб. В Порламаре живёт треть всех жителей острова Маргарита, а также город является центром коммерции острова. С тех пор как в 1973 году порт Порламара получил статус порто-франко, город стал одним из туристических центров страны.

## Транспорт
Карибский международный аэропорт имени Сантьяго Марино в Порламаре имеет регулярное международное сообщение. Аэропорт находится в 20 километрах на юго-запад от центра Порламара. Также на юго-западе острова находится паромная переправа.

## Города-побратимы
- Канкун (Мексика)
- Картахена (Колумбия)
- Майами (США)